# المعهد الفني التجاري بشبرا
المعهد الفني التجاري بشبرا هو معهد حكومي معتمد تابع للكلية التكنولوجية بالمطرية التابعة لوزارة التعليم العالي والبحث العلمي المصرية.
المعهد الفني التجارى بشبرا هو أحد المعاهد التابعة للكلية التكنولوجية بالمطرية وهي إحدى الكليات الثلاث التي تم تطويرها باتفاقية مع البنك الدولي وتم تجهيز معامل الحاسب الآلي والانترنت التي تم انشائها بالمعهد والتي يتم متابعتها واشرافها من خلال وزارة التعليم العالي وايضاً يتم تطبيق نظام الجودة في التعليم في المعهد.
تم إنشاء المعهد الفني التجارى بشبرا عام ١٩٦٤ بمنطقة الخلفاوى بشبرا في محافظة القاهرة كمؤسسة تعليمية عبارة عن مبنى يتكون من طابقين ويحتوى على خمس مدرجات وتسع قاعات دراسية وقتها.
في عام ١٩٩٨ قامت اللجنة القومية لتطوير التعليم العالي التي شُكلت في أكتوبر من نفس العام علي تطوير التعليم الفني فوق المتوسط وادرجته من ضمن برامج عملها وكان هدفه تطوير المعاهد الفنية والارتقاء بها من خلال تطوير البرامج الدراسية وانشاء ثمانية كليات تكنولوجية جديدة وكان احداها الكلية التكنولوجية بالمطرية والتي تم ضم المعهد الفني التجاري بشبرا اليها عام ٢٠٠٣ يوم ٢٢ أبريل بقرار وزاري رقم ٥٢٨ لسنة ٢٠٠٣ ومع مرور السنوات تطور المعهد الي الشكل الحالي اليوم.

## القبول في المعهد
القبول في المعهد حيث يتم قبول طلاب الثانوية العام الحالي والعام الماضي فقط ويتم القبول من خلال مكتب التنسيق ويتم قبول:
- طلاب الثانوية العامة بشعبتيها العلمية والادبية.
- طلاب الثانوية التجارية من جميع الشعب.
- طلاب الثانوية الازهرية بشرط الفصل من الجامعة المقيد بها.
- طلاب الثانوية الصناعية من جميع الشعب.

## الشُعب المتاحه في المعهد
يوجد بالمعهد شعبتين في الصف الاول وهما:
- شعبة عامه
- شعبة العلوم القانونية

وفي الصف الثاني يتم تشعب طلاب شعبة عامه الي شعبتين هما:
- شعبة محاسبة المؤسسات المالية
- شعبة محاسبة الضرائب والتأمينات

ولايتم التشعب لطلبة شعبة العلوم القانونية في الصف الثاني.

## النظام الدراسي في المعهد
مدة الدراسة في المعهد سنتين تقسم على اربع فصول دراسية ويتم دراسة 6 مواد دراسية خلال الفصل الدراسي الواحد.

## المؤهل الدراسي
يحصل الطالب علي شهادة المعاهد الفنية التجارية (دبلوم فوق المتوسط) ويمكن للطالب تسليم الشهادة لمكتب التنسيق للترشح لبعض الكليات والمعاهد مثل:
- كليات التجارة (انتظام - انتساب)
- كليات الحقوق (انتظام - انتساب)
- كلية التربية بجامعة حلوان (انتظام)
- كلية التربية النوعية بجامعة دمياط (انتظام)
- كلية تكنولوجيا وتنمية علوم مالية وادارية بجامعة الزقازيق (انتظام)
- كلية تكنولوجيا الإدارة ونظم المعلومات بجامعة بورسعيد (انتظام)
- كلية السياحة والفنادق برنامج التعليم التبادلي بجامعتي حلوان والإسكندرية والفيوم (انتظام)
- كلية تكنولوجيا الخدمات الفندقية والسياحيه بجامعتي طيبه وشرق بورسعيد (انتظام)
- بعض المعاهد العليا[5]

## وصلات خارجية
- قائمة بالمعاهد الفنية في مصر
- الصفحة الرسمية للمعهد الفني التجاري بشبرا